# نانسی ویلر
نانسی ویلر (به انگلیسی: Nancy Wheeler)، یک شخصیت خیالی داستانی و پروتاگونیست سریال اینترنتی آمریکایی علمی–تخیلی و ترسناک چیزهای عجیب، محصول نت‌فلیکس است. این شخصیت توسط خالقان سریال چیزهای عجیب، یعنی مت و راس دافر که به برادران دافر شهرت دارند خلق شده‌است و بازیگر آمریکایی ناتالیا دایر، آن را ایفا کرده‌است. در سریال، نانسی دختر دبیرستانی کنجکاو و باهوشی است که به همراه برادرش مایک ویلر وارد ماجرای خطرناکی می‌شود.
اجرای ناتالیا دایر در نقش نانسی ویلر با تحسین منتقدان همراه بود و به خصوص از نظر نشان دادن هم‌زمان در احساسات و هوش نانسی مورد ستایش قرار گرفت. بسیاری روند تبدیل شدن این شخصیت از شخصی مغرور به دختری مستقل و محکم را یکی از اصلی‌ترین دلایل جذابیت آن می‌دانند. خط داستانی مربوط به شغل نانسی در دفتر روزنامه و مقابله با مشکلات در یک محیط کاملاً مردانه مورد توجه منتقدان واقع شد. طراحی و نام این شخصیت، عرض ارادتی از سوی برادران دافر به کاراکتر نانسی تامپسون در فیلم ترسناک کلاسیک کابوس در خیابان الم (۱۹۸۴) است.